# Livsfrise
|  | Denne artikel er oprettet af botten PalnaBot ud fra en ekstern database. Den kan derfor have sproglige fejl eller mangler. Denne skabelon kan fjernes efter kontrol af indholdet. |

Livsfrise er en portrætfilm fra 1973 instrueret af Helge Ernst efter manuskript af Helge Ernst.

## Handling
Edvard Munch betragtede sit livs værk som en livsfrise.